# 미즈시로 세토나
미즈시로 세토나(일본어: 水城 せとな 1971년 10월 23일 ~ )는 일본의 여성 만화가이다. 혈액형은 A형이다.

## 경력
1993년에 “쁘띠 코믹”(쇼가쿠칸) 4월호에 게재된 《겨울이 끝나려하고 있었다》로 데뷔했다. 이후 비블로스, 호분샤에서 발간된 잡지 보이즈 러브, “월간 프린스”(아키타 쇼텐) 등에 작품을 발표하였다. 대표작으로는 《동서애》, 《방과후 양호실》, 《실연 쇼콜라티에》 등이 있다.
“월간 플라워”(쇼가쿠칸)에 《실연 쇼콜라티에》가 연재되어 단행본 전 8권으로 발간되었으며,
“Cocohana”(슈에이샤)의 “뇌내 포이즌”에 《흑장미 엘리스》가 연재되어 제1부가 완결되었다. 제1부는 전 6권 구성으로 단행본이 발간되었다.